# Cerco de Meca (683)

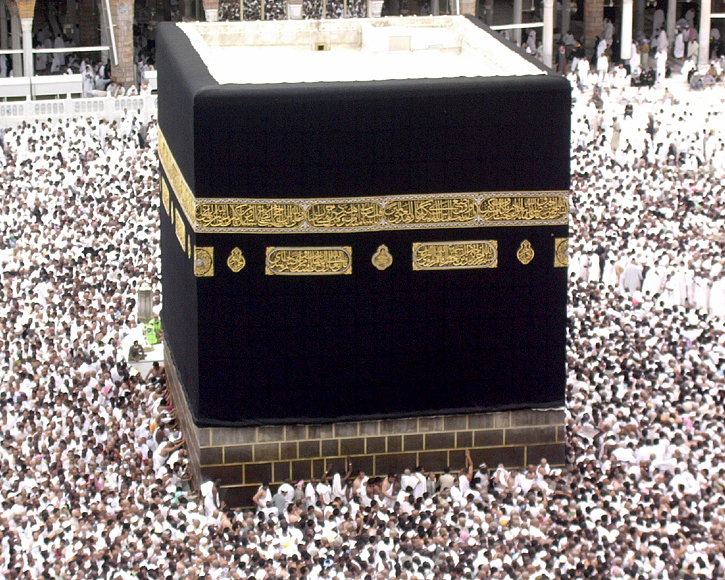
A Kaaba (foto aqui em 2003), que foi severamente danificada pelo fogo durante o cerco

O cerco de Meca em setembro-novembro de 683 foi uma das primeiras batalhas da Segunda Fitna. A cidade de Meca era um santuário para Abd Allah ibn al-Zubayr, que estava entre os mais proeminentes desafiantes à sucessão dinástica ao califado pelo omíada Yazid I. Depois que a vizinha Medina, a outra cidade sagrada do Islã, também se rebelou contra Yazid, o governante omíada enviou um exército para subjugar a Arábia. O exército omíada derrotou os medinanos e tomou a cidade, mas Meca resistiu a um cerco de um mês, durante o qual a Kaaba foi danificada pelo fogo. O cerco terminou quando chegou a notícia da morte repentina de Yazid. O comandante omíada, Husayn ibn Numayr al-Sakuni, depois de tentar em vão induzir Ibn al-Zubayr a retornar com ele para a Síria e ser reconhecido como califa, partiu com suas forças. Ibn al-Zubayr permaneceu em Meca durante a guerra civil, mas logo foi reconhecido como califa na maior parte do mundo muçulmano. Não foi até 692 que os omíadas conseguiram enviar outro exército que novamente sitiou e capturou Meca, encerrando a guerra civil.

## Cerco
Depois de tomar Medina, Muslim partiu para Meca, mas no caminho adoeceu e morreu em Mushallal, e o comando passou para seu tenente  Husayn ibn Numayr al-Sakuni. De acordo com o relato relatado por al-Tabari, isso foi muito contra a vontade de Uqba, mas de acordo com os desejos de Yazid.
Muitos dos medinans fugiram para Meca, incluindo o comandante dos coraixitas na batalha de al-Harra, Abd Allah ibn Muti, que desempenhou um papel importante na defesa de Meca junto com al-Mukhtar al-Thaqafi. Ibn al-Zubayr também foi acompanhado por Kharijites de Yamama (Arábia Central), sob a liderança de Najda ibn Amir al-Hanafi. O exército de Husayn chegou a Meca em setembro. Em uma primeira batalha, Ibn al-Zubayr saiu vitorioso, mas os omíadas persistiram e, em 24 de setembro, sitiaram a cidade, empregando catapultas para bombardeá-la com pedras.
Ibn al-Zubayr estabeleceu seu posto de comando no terreno da Grande Mesquita. No domingo, 31 de outubro, a Kaaba, sobre a qual uma estrutura de madeira coberta com colchões foi erguida para protegê-la, pegou fogo e queimou, enquanto a sagrada Pedra Negra se despedaçou. Muitas fontes posteriores atribuem a culpa aos sitiantes, com o resultado de que "este cerco e bombardeio também figuram com destaque nas listas de crimes omíadas" (G. R. Hawting), mas relatos mais confiáveis atribuem o evento a uma tocha carregada por um dos Ibn al - Os seguidores de Zubayr, que o vento soprou sobre o prédio.
O cerco continuou por 64 dias até 26 de novembro, quando a notícia da morte de Yazid (11 de novembro) chegou aos sitiantes. Husayn agora entrou em negociações com Ibn al-Zubayr. Embora a corte omíada em Damasco tenha prontamente declarado o jovem e doente filho de Yazid, Mu'awiya II, como califa, a autoridade omíada praticamente entrou em colapso nas províncias e se mostrou instável até mesmo na província natal dos omíadas, a Síria. Husayn estava, portanto, disposto a reconhecer Ibn al-Zubayr como califa, desde que ele concedesse um perdão e o seguisse até a Síria. Ibn al-Zubayr recusou a última exigência, pois isso o colocaria sob o controle das elites sírias, e Husayn com seu exército partiu para a Síria.

## Resultado
A retirada do exército omíada deixou Ibn al-Zubayr no controle indiscutível de Meca. Com o colapso da autoridade omíada, ele logo foi reconhecido como o califa legítimo na maior parte do mundo muçulmano, incluindo o norte da Síria. Sua autoridade, no entanto, permaneceu principalmente nominal. Os omíadas, sob a liderança de Marwan ibn al-Hakam, conseguiram consolidar sua posição na Síria na Batalha de Marj Rahit, e até recuperaram o Egito, mas uma tentativa omíada de recuperar o controle do Iraque foi derrotada pelos pró-Alid forças sob Mukhtar al-Thaqafi perto de Mosul em agosto de 686. Abd al-Malik, que havia sucedido seu pai Marwan após a morte deste último em abril de 685, a partir de então se restringiu a garantir sua própria posição, enquanto o irmão de Ibn al-Zubayr, Mus'ab, derrotou Mukhtar na Batalha de Harura e ganhou o controle de todo o Iraque em 687. Em 691, Abd al-Malik conseguiu trazer os Qays de Zufar al-Kilabi de volta ao rebanho omíada e avançou para o Iraque. Mus'ab foi derrotado e morto, e a autoridade omíada restabelecida em todo o Oriente. Após outro cerco de Meca que durou de março a outubro de 692, Ibn al-Zubayr foi morto e a guerra civil terminou.

## Reconstrução da Caaba

Ibn al-Zubayr reconstruiu a Ka'ba, incorporando o hatīm

Após a partida dos omíadas, Ibn al-Zubayr iniciou a reconstrução da Caaba, mas a maioria do povo, liderado por Ibn Abbas, havia abandonado a cidade temendo a retribuição divina; foi somente quando o próprio Ibn al-Zubayr começou a demolir os restos do antigo prédio que eles foram encorajados a voltar e ajudá-lo. A reconstrução de Ibn al-Zubayr mudou o plano original, incorporando modificações que o próprio Maomé teria pretendido, mas que não foram realizadas durante a vida de Maomé por medo de alienar os recém-convertidos habitantes de Meca. A nova Kaaba foi construída inteiramente de pedra - a antiga era de camadas alternadas de pedra e madeira - e tinha duas portas, uma entrada no leste e uma saída no oeste. Além disso, ele incluiu o hatīm semicircular parede no edifício propriamente dito. Os três fragmentos da Pedra Negra foram encadernados em uma moldura de prata e colocados por Ibn al-Zubayr dentro da nova Caaba. Após a reconquista omíada da cidade, o hatīm foi novamente separado do edifício principal, e o portão ocidental foi murado, voltando aos contornos gerais do plano pré-islâmico, abraâmico. Esta é a forma em que a Kaaba sobreviveu até hoje.